# 8e régiment de grenadiers du Corps « roi Frédéric-Guillaume III » (1er régiment d'infanterie brandebourgeois)
Pour les articles homonymes, voir 8e régiment.
Le 8e régiment de grenadiers du Corps « roi Frédéric-Guillaume III » (1er régiment d'infanterie brandebourgeois) (Leib-Grenadier-Regiment „König Friedrich Wilhelm III.“ (1. Brandenburgisches) Nr. 8) est une unité d'infanterie de l'armée prussienne.

## Histoire
Le régiment doit son existence au succès de la défense de la forteresse de Colberg contre les troupes de Napoléon Ier pendant la guerre de la quatrième coalition en 1807. En 1808, deux régiments d'infanterie sont formés à partir des soldats prussiens qui ont défendu Kolberg, avec d'autres formations. C'est ainsi que ce régiment et le 9e régiment de grenadiers  sont formés. Les fantassins du Corps franc Schill sont intégrés comme bataillon léger de Schill dans le régiment.

### Campagne d'Allemagneetde France1813/15
- Bataille de Lützen
- Bataille de Bautzen
- Bataille de Möckern
- Bataille de Laon
- Bataille de Claye
- Bataille de Paris

### Guerre des Duchés1864
- Bataille de Dybbøl

### Guerre austro-prussienne1866
- Combat de Gitschin
- Bataille de Sadowa

### Guerre franco-prussienne1870/71
le 16 juillet 1870, le régiment reçoit l'ordre du commandement divisionnaire de se mobiliser comme prévu. Jusqu'au 21 juillet, tous les officiers de réserve et les équipes supplémentaires sont arrivés, afin que le commandement général puisse être signalé le lendemain qu'ils sont prêts à marcher. L'association a adhéré le 23. L'unité commence la marche le 23 juillet et est conduite par rail via Berlin, Magdebourg, Brunswick, Hanovre, Minden, Cologne et Bingen jusqu'à Kreuznach. Cette dernière est le point de rassemblement du 3e corps d'armée. À partir du 28 juillet le régiment fait partie de l'avant-garde de la 5e division. L'avance commence deux jours plus tard, et les premiers morts se sont produits sans intervention de l'ennemi. Trois soldats sont morts d'un coup de chaleur, 32 autres sont morts pour cause de maladie. Au 6 août, le régiment a atteint les environs de Neunkirchen. Ce jour-là, l'unité est entrée en action pour la première fois dans la bataille de Forbach-Spicheren. Au total, les pertes s'élèvent à 13 officiers et 357 hommes. Le 7 août, le régiment s'installe dans ses quartiers à Sarrebruck pendant deux jours. Puis il passe à Macheren, Guenviller et Hombourg-Haut sur les avant-postes et reçoit le 11 août l'ordre de reprendre la garde du Grand Quartier général de Saint-Avold. En même temps, il fournit des hommes pour les quartiers du grand-duc Charles-Alexandre, du prince Luitpold de Bavière et du chancelier impérial Otto von Bismarck.
- Bataille de Saint-Privat
- Bataille de Bellevue
- Bataille d'Orléans
- Siège de Metz

### Première Guerre mondiale 1914/18
Le régiment est mobilisé au début de la Première Guerre mondiale, le 2 août 1914. Faisant partie de la 9e brigade d'infanterie de la 5e division d'infanterie, l'unité marche dans la Belgique neutre et entre en action pour la première fois près de Tirlemont. Après la bataille de Mons, elle s'avance en France, combat au Cateau et sur la Marne, et après la bataille de l'Aisne, entre dans la guerre des tranchées. Au printemps 1915, le régiment reçoit une 13e compagnie et le 4 avril 1915 , la subordination change. L'unité relève désormais de la 10e brigade d'infanterie. Après la bataille d'automne en Champagne, le régiment est déployé à Verdun à la fin de février 1916 et participe à la bataille de la Somme en juillet/août de la même année. Cela est suivi par la guerre des tranchées à nouveau avant que le régiment ne soit transféré sur le front de l'Est en juillet 1917. Ici, il participe d'abord à la guerre des tranchées à l'est de Zloczow, puis prend part à la bataille décisive dans l'est de la Galice et à la guerre des tranchées qui suit sur la Sereth. Le 14 septembre 1916 l'unité reçoit une 2e et 3e compagnie de MG.
Le régiment se déploie brièvement sur le front italien à partir de la fin septembre 1917. Dans la bataille de Caporetto, le commandant du régiment, le lieutenant-colonel Gluszewski, contrairement à l'ordre divisionnaire, prend la décision indépendante d'attaquer la position italienne clé sur Monte Hum. Dans la conquête qui suit, plusieurs canons et mitrailleuses sont tombés entre les mains du régiment. En outre, 80 officiers et environ 3 500 hommes sont faits prisonniers. L'unité prend ensuite Monte San Giovanni et Monte Spinh. Dans les combats qui conduisent à la conquête de Castel del Monte, le régiment a fait 4500 autres prisonniers de guerre. Le 31 octobre, la 1re compagnie fait environ 2500 prisonniers près de Lestizza.
À la mi-décembre 1917, le régiment est déplacé sur le front occidental et est utilisé en Champagne. Au printemps 1918, le régiment participe à l'offensive allemande. Lors de la guerre des tranchées sur la Vesle en août 1918, l'unité subit de lourdes pertes, de sorte que les 6e et 10e compagnies sont dissous. Les 7e, 9e à 12e compagnies et la 2e compagnie MG du 35e régiment d'infanterie de réserve sont incorporées comme remplaçants. Le même mois, le régiment reçoit également sa propre compagnie MW.

### Après-guerre
Après l'armistice de Compiègne, les restes du régiment retournent à la garnison de Francfort-sur-l'Oder et y sont démobilisés à partir du 29 décembre 1918. Le 8e régiment de grenadiers volontaires est formé à partir de certaines parties de ce régiment, qui est divisé en deux bataillons avec une compagnie de mitrailleuses. Ce corps franc est absorbé par le 53e régiment de grenadiers de la Reichswehr provisoire en tant qu'état-major et 1er bataillon.
La tradition est reprise dans la Reichswehr par décret du chef du commandement de l'armée, le général d'infanterie Hans von Seeckt, daté du 24 août 1921, par la 1re compagnie du 8e régiment (prussien) d'infanterie à Francfort-sur-l'Oder. Dans la Wehrmacht, l'état-major régimentaire, le 2e bataillon ainsi que les 13e et 14e compagnies du 8e régiment d'infanterie perpétuent la tradition

## Chef de régiment
| Rang | Nom de famille         | Date                             |
| ---- | ---------------------- | -------------------------------- |
|      | Frédéric-Guillaume III | 26 août 1808 au 7 juin 1840      |
|      | Frédéric-Guillaume IV  | 8 juin 1840 au 2 janvier 1861    |
|      | Guillaume Ier          | 5 janvier 1861 au 9 mars 1888    |
|      | Frédéric III           | 10 mars au 15 juin 1888          |
|      | Guillaume II           | 16 juin 1888 jusqu'à dissolution |

## Commandants
| Dienstgrad                  | Name                                         | Datum                                                        |
| --------------------------- | -------------------------------------------- | ------------------------------------------------------------ |
|                             | Heinrich Wilhelm von Horn                    | 11 septembre 1808 au 4 décembre 1811                         |
| Major                       | Ernst Ludwig von Tippelskirch                | 4 décembre 1811 au 14 juin 1812 (chargé de la direction)     |
| Major/Oberstleutnant        | Karl Heinrich von Zielinski                  | 15 juin 1812 au 25 mars 1813                                 |
| Major/Oberstleutnant/Oberst | Konstantin von Zepelin (de)                  | 26 mars 1813 au 9 avril 1816                                 |
| Oberstleutnant              | Friedrich Wilhelm Karl von Grabow            | 23 mai 1816 au 29 mars 1832                                  |
| Oberstleutnant/Oberst       | Ferdinand von Werder (de)                    | 30 mars 1832 au 29 mars 1839                                 |
| Oberstleutnant              | Louis von Marées (de)                        | 30 mars 1839 au 27 janvier 1840 (chargé de la direction)     |
| Oberstleutnant/Oberst       | Louis von Marées                             | 28 janvier 1840 au 24 juin 1845                              |
| Oberstleutnant/Oberst       | Friedrich Wilhelm von Chamier (de)           | 1er septembre 1845 au 27 avril 1846 (chargé de la direction) |
| Oberst                      | Friedrich Wilhelm von Chamier                | 28 avril 1846 au 1er janvier 1849                            |
| Major/Oberstleutnant        | Ludwig von Hoffmann (de)                     | 2 janvier au 3 décembre 1849                                 |
| Oberst                      | Ernst von Manstein (de)                      | 4 décembre 1849 au 21 septembre 1852                         |
| Oberstleutnant/Oberst       | Albrecht von Sydow                           | 22 septembre 1852 au 3 avril 1857                            |
| Oberstleutnant/Oberst       | Karl Marschall von Sulicki (de)              | 4 avril 1857 au 30 mai 1859                                  |
| Oberst                      | Hermann Alexander von Bojanowski             | 31 mai 1859 au 18 mai 1863                                   |
| Oberst                      | Emil von Berger                              | 19 mai 1863 au 29 octobre 1866                               |
| Oberst                      | Alfons Girodz von Gaudi (de)                 | 30 octobre 1866 au 17 juillet 1870                           |
| Oberstleutnant/Oberst       | Anton Wilhelm Karl von L'Estocq (de)         | 18 juillet 1870 au 22 mars 1871 (chargé de la direction)     |
| Oberst                      | Anton Wilhelm Karl von L'Estocq              | 23 mars 1871 au 11 décembre 1874                             |
| Oberstleutnant              | Rudolf von Reibnitz                          | 12 décembre 1874 au 11 janvier 1875 (chargé de la direction) |
| Oberstleutnant/Oberst       | Rudolf von Reibnitz                          | 12 janvier 1875 au 10 décembre 1880                          |
| Oberstleutnant/Oberst       | Karl Finck von Finckenstein                  | 11 décembre 1880 au 20 mars 1882 (chargé de la direction)    |
| Oberst                      | Karl Finck von Finckenstein                  | 21 mars 1882 au 14 mai 1883                                  |
| Oberst                      | Johann von Willisen                          | 15 mai 1883 au 24 septembre 1885                             |
| Oberst                      | Kuno von Falkenstein (de)                    | 25 septembre 1885 au 3 août 1888                             |
| Oberstleutnant              | Paul von Collas (de)                         | 4 août au 12 novembre 1888                                   |
| Oberst                      | Paul von Collas                              | 13 novembre 1888 au 21 mars 1891                             |
| Oberst                      | Bernhard Friedrich von Krosigk (de)          | 22 mars 1891 au 15 juin 1894                                 |
| Oberst                      | Friedrich von Liechtenstern (de)             | 16 juin 1894 au 17 octobre 1895                              |
| Oberst                      | Hermann von Eichhorn                         | 18 octobre 1895 au 15 février 1897                           |
| Oberst                      | Paul von Kleist (de)                         | 16 février 1897 au 21 mai 1900                               |
| Oberst                      | Wilhelm von Salisch (de)                     | 22 mai 1900 au 17 août 1903                                  |
| Oberst                      | Max von Schack (de)                          | 18 août 1903 au 8 février 1906                               |
| Oberstleutnant              | Max von Diringshofen                         | 9 février au 9 avril 1906 (chargé de la direction)           |
| Oberst                      | Max von Diringshofen                         | 10 avril 1906 au 21 mars 1910                                |
| Oberst                      | Paul von Uthmann (de)                        | 22 mars 1910 au 15 juin 1913                                 |
| Oberst                      | Konrad Wilhelm Gustav Finck von Finckenstein | 16 juin 1913 au 21 septembre 1914                            |
| Oberstleutnant              | Georg von Rosainski                          | 22 septembre 1914 au 17 décembre 1915                        |
| Oberst                      | Wilhelm Friedrich von Hahnke                 | 18 décembre 1915 au 25 mars 1916                             |
| Oberst                      | Joachim von Treschow                         | 26 mars au 31 mai 1916                                       |
| Major/Oberstleutnant        | Wilhelm von Gluszewski-Kwilecki (de)         | 1er juin 1916 à janvier 1919                                 |

## Commémoration

### Guerre franco-prussienne

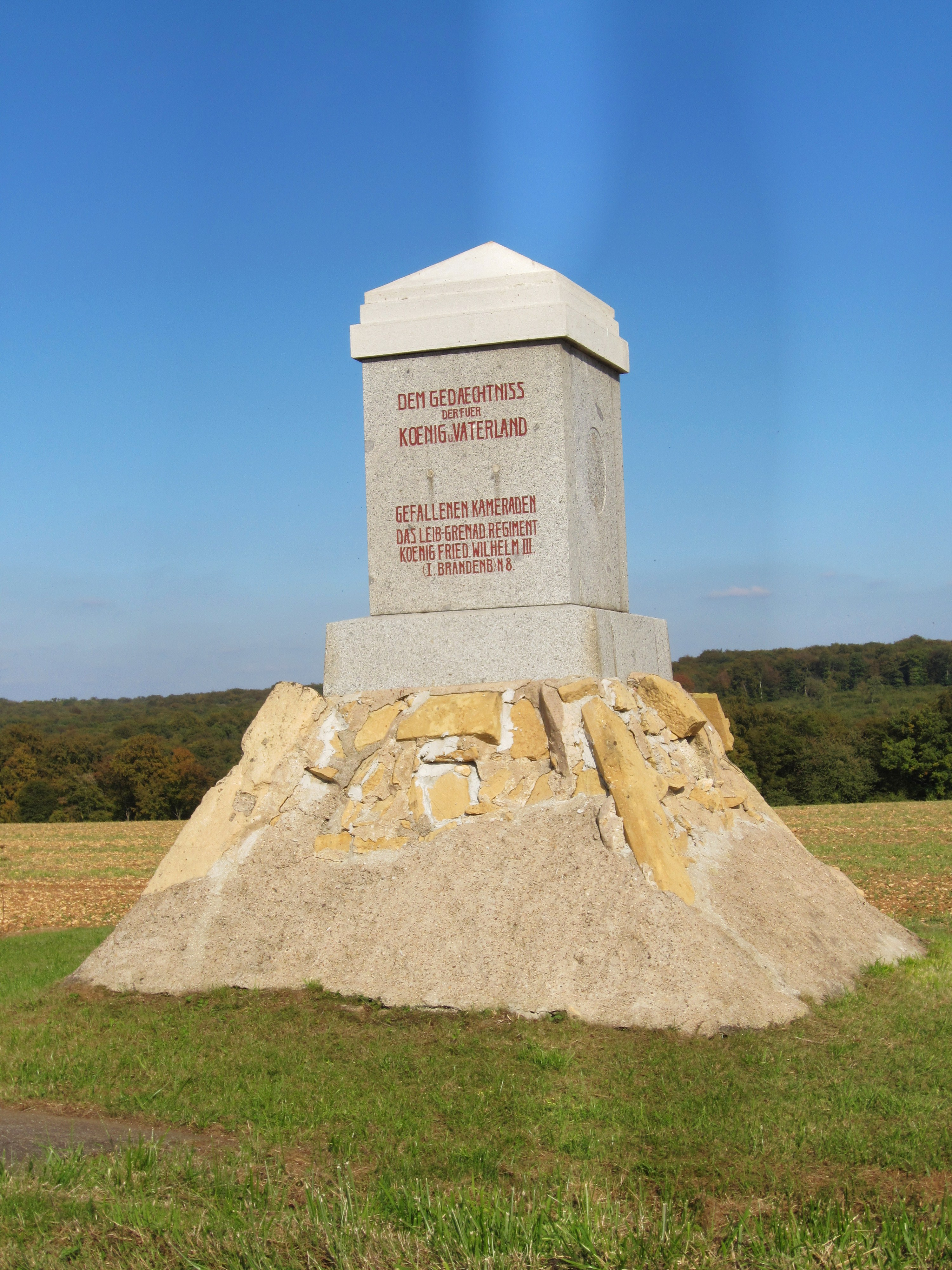
Monument aux morts en Lorraine (2011)

Pour les 329 soldats tombés au combat et 29 officiers de la guerre franco-prussienne de 1870/1871, le 27 octobre 1872, un monument aux morts est inauguré à Francfort-sur-l'Oder en octobre 1872. Il est situé à Lennépark et est inauguré par le prédicateur en chef Dr. Löwenstein. Le monument est conçu sous la forme d'un obélisque, sur la base duquel il y a une plaque de cuivre avec les noms des soldats et des officiers gravés dessus. Un autre monument est érigé en Lorraine sur la route Gerzon-Rezonville. Tous les noms et références sont supprimés en 1946, bien que l'ordonnance de 1946 n'inclue pas du tout ce mémorial. Trois ans plus tard, le monument est complètement rasé. Les documents stockés dans la base sont remis aux archives de la ville.

### Première Guerre mondiale
Un mémorial à Francfort, conçu par Hugo Lederer et créé par son élève, le dernier architecte et sculpteur Adolph Dahl (de) (1886-1940) de Stettin, commémorait les morts de la Première Guerre mondiale. L'inauguration, en présence de milliers d'habitants, a lieu le 10 mai 1925.